# Radio Dux
Radio Dux je crnogorska radijska postaja i internetski portal hrvatske nacionalne manjine u Crnoj Gori. Jedini je elektronski medij hrvatske nacionalne manjine u Crnoj Gori.

## Povijest
Osnovala ga je nevladina udruga Hrvatska krovna zajednica - "Dux Croatorum". Misija je očuvanje nacionalnog identiteta hrvatskog naroda u Crnoj Gori i s tim u vezi, očuvanja kulturnih, jezičkih i drugih specifičnosti koje karakteriziraju hrvatsku nacionalnu skupinu na ovim prostorima. Radi promicanja i očuvanja svega što Hrvati u Crnoj Gori baštine kao autohtoni narod na tim prostorima, te ponovnog uspostavljanja pokidanih veza i stvaranja novih s matičnom državom, Radio Dux i portal www.radiodux.me postali su javni forum.
Program se eksperimentalno emitirao od 26. lipnja 2009. god. na frekvenciji 97,4 MHz, a postaja službeno emitira planiranom programskom shemom od 6. prosinca 2009. godine. Početak je bio emisija "Tragom Hrvata Boke i događaja". Radio je uspostavio i "postavio na noge" Miroslav Marušić. Visoki dužnosnik HGI Adrian Vuksanović bio je novinar i spiker Radio Duxa. Marušić je bio prvi direktor i glavni urednik Radio Duxa do 6. kolovoza 2014. godine.
Postaja emitira i putem interneta, na radiodux.me, radiodux.com, putem kabelskog operatera -  Extra TV kanal 297 te putem odašiljača na brdu Vrmac - Kotor 97,4 MHz. Sjedište Radio Duxa je u Donjoj Lastvi - Obala.

## Vanjske poveznice
- Radio DUX
- YouTube
- Facebook